# 大竹真一郎
大竹 真一郎（おおたけ しんいちろう、1968年7月1日 - ）は、日本の医師、テレビタレントである。専門は消化器。日本内科学会総合内科専門医、日本消化器病学会専門医。株式会社アストライア所属。

## 経歴
兵庫県神戸市出身。実家は神戸市西区にあった大竹内科（2014年6月末日に閉院）である。
高校を中退した後、大学入学資格検定（現 高等学校卒業程度認定試験）に合格し、神戸大学医学部医学科を卒業。同大学第三内科に入局。
愛仁会 高槻病院でスーパーローテート研修（多科研修）を行い、その後は消化器専門医として、けいゆう病院、辻仲病院柏の葉、平塚胃腸病院付属クリニックなどで、通算１万例以上の内視鏡検査を実施し、研鑽に励む。2015年7月におおたけ消化器内科クリニックを東京・赤坂に開院し、腹部症状を中心に診察にあたっている。

## 人物

### 消化器内科を志した理由
「内科のジェネラリストとして」とても尊敬していた教授がいた医局に入ったが、そこで消化器系や内視鏡の奥深さを知り、総合内科専門医としてジェネラリストとなり消化器内科を専門とした。

### 趣味
読書。年間で300冊ほど読む。特に多いのが実用書とマンガ。ミス・コンテストを熱心に応援する。また『オードリーのオールナイトニッポン』（ニッポン放送）リスナー（リトルトゥース）である。

### 特技
プラモデル制作は、自宅に塗装ブースを設けている本格派。ゲームも好きで、独自の攻略法で制覇していくのが好き。

### 好きな食べ物
ラーメン。若い頃は月に20杯食べたこともある。

### 学生生活
高校の校則が厳しかったため退学。手に職をつける仕事を目指した結果、医者への道へ。2浪の末、神戸大学医学部へ行くことになったが、遅咲きの大学デビューで華やかな生活を味わった。また、中卒だからこそルールを守れない人の気持も分かるとテレビ番組で語っている。

## 出演番組
- 『名医のTHE太鼓判!』TBS系列、2017年10月 - 、レギュラー出演[9]
- 『大竹真一郎のもっと胃い腸し♪』和歌山放送、2019年1月6日 - 12月29日、レギュラー出演[9]
- 『ひるキュン!』TOKYO MX、2016年10月 - 2017年9月、不定期出演→木曜レギュラー出演 [10][11]
- 『大竹真一郎のきょうも胃ぃ腸し♪』和歌山放送、2016年4月3日 - 2017年9月、レギュラー出演 [12]
- 『バイキング』フジテレビ、2015年12月 - 2016年2月、週1回出演
- 『中居正広のミになる図書館』テレビ朝日、2015年5月 - 2015年10月、レギュラー出演[9]
- 『駆け込みドクター!運命を変える健康診断』TBS系列、2013年6月2日 - 2016年3月6日、レギュラー出演[4][9]

## その他の出演
- 『ACTION』、健康HIP HOPプロジェクト！！♯５、TBSラジオ、2020年2月26日 [13]
- 『教えてもらう前と後』、毎日放送、2020年1月21日 [14][15]
- 『ジェーン・スー　生活は踊る』「生活情報のコーナー」「あなたのその肩のコリ、本当は病気かも！？コリと間違えやすい病気」、TBSラジオ、2020年1月14日 [16]
- 『あさチャン！』「長渕剛(63)緊急入院」急性腎盂腎炎とは？ 電話インタビュー出演(録音)、TBS、2019年12月24日6時54分
- 『ひるおび』長渕剛さん緊急入院。急性腎盂腎炎なぜ発症？症状は？ 説明用パネル出演、日本テレビ、2019年12月24日11時21分～ [17]
- 『あさチャン！』「薬剤耐性菌　年間死者8100人超」、TBS、2019年12月6日 [18][19]
- ウェブ『チャンスの時間』「#67~元AKB48アイドルが臭いオナラを放出！千鳥即興コント！」、→動画、AbemaTV、2019年10月16日 [20]
- 『東大王★来週（水）は3時間SP★漢字オセロで波乱＆番組に激震！水上から重大発表』TBS、2019年9月28日 [21]
- 映画『スタートアップ・ガールズ』投資家役、2019年9月6日公開 [22]
- 『東大王』TBS、2019年8月28日 [23]
- 『サンバリュ』コンビで東大卒芸人・あかもんに内視鏡カメラを貸す、日本テレビ、2019年4月21日 [24]
- 『ビートたけしのTVタックル』テレビ朝日、2019年4月14日 [25]
- 『ソレダメ！ ～あなたの常識は非常識！？～』料理の超常識クイズ！尿漏れ＆頻尿！葬儀＆相続トラブル解決ＳＰ、テレビ東京、2019年3月13日
- 『梅沢富美男のズバッと聞きます！』フジテレビ、2018年11月14日 [26]
- 『教えてもらう前と後』痛風対策で危険な経験者の勘違い、TBS、2018年9月11日 [27]
- 『ソレダメ！ ～あなたの常識は非常識！？～』朝にコップ1杯の水を飲むだけで腸が目覚める、テレビ東京、2018年8月1日 [28]
- 『NMBとまなぶくん』#263 緊急企画 突然死の恐怖 何気ない行動が寿命を縮める！、カンテレ、2018年7月13日 [29]
- 『ナカイの窓』日本テレビ、2018年3月14日 [30]
- 『羽鳥慎一モーニングショー』膵臓がん・人間ドック、テレビ朝日、2018年1月8日 [31]
- ウェブ『篠崎愛の初体験ラボ アブナイ生検証バラエティー』「#86〜体の中身、生で全部見せちゃうSP♡」生放送で人間ドック、→動画、AbemaTV、2017年12月6日 [32][33]
- ラジオ『第４３回ラジオ・チャリティ・ミュージックソン』オードリーの健康診断、ニッポン放送、2017年12月8日  [34]
- 『５時に夢中』和式トイレと洋式トイレどっちが便がでやすい？、TOKYO-MX、2017年12月4日
- 『エスエス～Shinjuku Style～』→公式動画　TOKYO MX、2017年11月23日、ゲスト出演 [35]
- 『ひるおび』診断書の記載内容・用途は？、日本テレビ、2017年11月23日
- 『EXD44』年収1億！？　中卒から大成功したすごい人に学ぶ！　成功の秘訣と教訓！、テレビ朝日、2017年11月19日、ゲスト出演  [36][37]
- 『ナカイの窓』カラダ自慢SP、日本テレビ、2017年11月15日、ゲスト出演 [38]
- 『中居正広のミになる図書館』テレビ朝日、「知らなきゃ良かった」ゲスト講師
- 『激論!サンデーCROSS』溢れる医療情報とどう向き合うか、TOKYO MX、2017年11月12日、ゲスト出演
- 『NEWSな2人』偏食家たちの怒り！好きな物だけ食べて何が悪い、TBSテレビ、2017年11月3日、ゲスト出演 [39]
- 『ヒルナンデス！』インフルエンザを抑える!?驚くべき"きのこ"とは?、日本テレビ、2017年11月2日、ゲスト出演
- 『世界100か国の生活あるあるインタビュー 百聞！ザ・ワールド』疲れ目・肥満・虫歯、日本テレビ、2017年10月28日、ゲスト出演
- 『スクール革命』誰もが気になる体の不思議特集！、日本テレビ、2017年9月10日、ゲスト出演 [40]
- 『深層NEWS』深層のしんそうコーナー食中毒から身を守るポイント、BS日テレ、2017年8月25日、ゲスト出演
- 『スッキリ』O-157の後遺症、日本テレビ、2017年8月25日、インタビュー出演
- 『ビビット』O-157実は怖い後遺症。20年後死亡例も、TBSテレビ、2017年8月24日、ゲスト出演
- ラジオ『たまむすび』秋の体力測定、TBSラジオ、2017年8月19日-22日・25日、電話録音出演
- 『情報ライブ ミヤネ屋』ポテサラ食べO-157、読売テレビ、2017年8月22日、汐留スタジオからワイプ出演
- 『5時に夢中』検証されていない健康法、TOKYO MX、2017年8月2日、クリニックでのインタビュー出演
- 『NMBとまなぶくん』関西テレビ、2017年7月6日[9]
- ラジオ『ジェーン・スー 生活は踊る』食中毒予防。夏に気をつけるべき食事と食生活、TBSラジオ、2017年6月27日、ゲスト出演 [41]
- 『世界の何だコレ！？ミステリー』、フジテレビ、2017年6月21日 [42]
- 『澤部パパと心配ちゃん』セカンドオピニオンって最初の医者が気を悪くしてないか心配、テレビ朝日、2017年5月21日、クリニックでのインタービュー出演
- 『ひるおび!』中村獅童初期の肺腺がん公表"奇跡的な早期発見"人間ドック最前線、TBSテレビ、2017年5月20日、ゲスト出演
- 『ひるおび！』肺腺がん、TBS、2017年5月19日 [43]
- 『好きか嫌いか言う時間』お店だってだまっていない！納得できないクレームについて　くわばたりえ　医師に“誠意”求め炎上、TBSテレビ、2017年5月8日、ゲスト出演 [44][45]
- 『損する人得する人』日本テレビ、2017年5月3日[9]
- 『ナカイの窓』日本テレビ、2017年3月14日[9]
- 『その行動イエローカード-8人の専門家からの警告-』フジテレビ、2017年2月18日 [46]
- 『Nスタ』力士は注射が苦手なのか、TBS、2017年2月1日 [47]
- 『世界100か国 健康インタビュー 百聞！ザ・ワールド』風邪をひいたら何をしますか？、日本テレビ、2017年1月29日 [48]
- 『林修の今でしょ！講座3時間スペシャル』テレビ朝日、2017年1月16日[9]
- 『おデブがアイドルに大変身！ダイエット総選挙2017』8時間ダイエット、TBS、2017年1月11日 [49]
- 『消えた天才一流アスリートが勝てなかった人大追跡SP』TBS、2017年1月3日[9]
- 『プロから学ぶ生活術 ダメだし！アドバイザー』寝る直前にプリンを食べる八木真澄にダメ出し、テレビ朝日、2016年12月18日 [50]
- 『EXD44年収1億！？中卒から大成功したすごい人に学ぶ！成功の秘訣と教訓!』テレビ朝日、2016年11月20日[9]
- 『ナカイの窓カラダ自慢SP』日本テレビ、2016年11月15日[9]
- 『NEWSな2人』TBS、2016年11月4日[9]
- 『ヒルナンデス』日本テレビ、2016年11月2日[9]
- 『百聞！ザ・ワールド』日本テレビ、2016年10月28日[9]
- 『PON！』QOL「生活の質」、日本テレビ、2016年10月3日 [51]
- 『PON！』日本テレビ、2016年9月11日[9]
- 『ビートたけしのTVタックル』食中毒・伝染病・熱中症、テレビ朝日、2016年7月10日 [52]
- 『直撃！コロシアム！！ズバッと！TV 2時間SP！』腸活、TBS、2016年7月4日 [53]
- 『白熱ライブ ビビット』鳩山邦夫氏の死因について、TBS、2016年6月23日 [54]
- 『直撃！コロシアム！！ズバッと！TV』大食いの体の謎を検証、TBS、2016年6月13日 [55]
- 『ビートたけしのTVタックル』健康診断、こんな検査いらない！？名医が教える本当に必要な検査とは、テレビ朝日、2016年6月12日  [56]
- 『バイキング』話題の温活はデタラメ？長寿の人は低体温!?　温活肯定派 vs 否定派　専門家が生激論、フジテレビ、2016年5月26日 [57]
- 『PON！』大腸憩室炎、日本テレビ、2016年5月9日 [58]
- ラジオ『たまむすび』玉ちゃんの健康ロッキー、TBSラジオ、2016年4月15日- [59][60]
- 『バイキング』新コーナー「ヂカギキ」花粉症で絶対聞きたいことを名医が徹底解説、フジテレビ、2016年4月13日 [61]
- 『直撃！コロシアム！！ズバッと！TV』ガンの名医50名、TBS、2016年4月11日 [62]
- 『バイキング』豆乳とテストステロンの分泌量、フジテレビ、2016年3月22日 [63]
- 『スパニチ！！』眠くならない教科書・ストレス・胃の蠕動運動、TBS、2016年3月13日 [64]
- 『バイキング』ひるたつ〜最近判明！知っておきたい健康新常識ベスト5 食物繊維・コレステロール・ストレッチに新事実、フジテレビ、2016年2月8日 [65]
- 『私の何がイケないの？』ざわちん腸レントゲン撮影、TBS、2016年2月1日 [66]
- 『バイキング』ひるたつ〜名医が警告！実は病気につながる4大習慣　入浴・歯磨き　アナタもやっている意外な落とし穴、フジテレビ、2016年1月25日 [67]
- 『バイキング』ひるたつ〜名医が警告！実は病気につながる生活習慣　耳かき・洗顔　アナタもやっている意外な落とし穴、フジテレビ、2016年1月18日[9] [68]
- 『私のなにがいけないの？』TBS、2016年1月18日[9]
- 『ひるおび！』TBS、2016年1月12日[9]
- 『まさかソコなん！？プロは見た目で決めている』フジテレビ、2016年1月8日[9]
- 『バイキング』ひるたつ〜名医が警告！実は病気につながる5大習慣　睡眠・食事・入浴　アナタもやっている意外な落とし穴、フジテレビ、2015年12月21日[9] [69]
- 『バイキング』ひるたつ〜最新研究で判明　太る原因は腸にあり！腸の名医が教える 太らない腸の作り方、フジテレビ、2015年12月10日 [70]
- 『情報プレゼンター　とくダネ！』新型ノロウイルス、フジテレビ、2015年12月8日 [71]
- 『ひるおび！』TBS、2015年12月2日[9]
- 『バイキング』フジテレビ、2015年11月26日[9]
- 『ひるおび！』直腸がん、TBS、2015年11月24日 [72]
- 『林修の今でしょ！講座[傑作選]』テレビ朝日、2015年11月21日[9]
- 『バイキング』今日からできる風邪を予防する腸の改善法、フジテレビ、2015年11月13日[9] [73]
- 『FNNスピーク』免疫力UPの風邪予防法、フジテレビ、2015年11月13日 [74]
- 『バイキング』風邪撃退法、フジテレビ、2015年11月4日 [75]
- 『中居正広のミになる図書館』健康な人に必要な水分補給量、テレビ朝日、2015年10月27日 [76]
- 『林修の今でしょ！講座[2時間スペシャル]』テレビ朝日、2015年10月27日[9]
- 『たけしのニッポンのミカタ！』老化を防ぐ3つの鉄則、テレビ東京、2015年10月23日 [77]
- 『中居正広のミになる図書館』ヘリコバクターハイルマニイ菌、テレビ朝日、2015年10月13日 [78]
- 『中居正広のミになる図書館』二日酔い対策でシジミとアサリの味噌汁はあまり意味がない、テレビ朝日、2015年9月22日 [79]
- 『中居正広のミになる図書館』チアシード、テレビ朝日、2015年9月8日 [80]
- 『白熱ライブビビット』TBS、2015年8月26日[9]
- 『中居正広のミになる図書館』ミントタブレットと唾液、テレビ朝日、2015年8月25日 [81]
- 『中居正広のミになる図書館』口臭、テレビ朝日、2015年8月18日 [82]
- 『発見！ウワサの食卓』フジテレビ、2015年8月4日[9]
- 『中居正広のミになる図書館』行動パターンと突然死、テレビ朝日、2015年7月14日 [83]
- 『中居正広のミになる図書館』、テレビ朝日、2015年7月7日
- 『中居正広のミになる図書館』汗をかいてもデトックス効果はあまり期待できない、テレビ朝日、2015年6月30日 [84]
- 『ズームイン！！サタデー』胃にやさしい食、日本テレビ、2015年6月20日 [85]
- 『番組ナビ』TBS、2015年5月17日[9]
- 『中居正広のミになる図書館』水溶性食物繊維、テレビ朝日、2015年5月12日 [86]
- 『アッコにおまかせ！』TBS、2015年4月26日[9]
- 『高嶋ひでたけのあさラジ!』ニッポン放送、2015年3月6日、ゲスト出演[87]
- 『もしものシミュレーションバラエティー・お試しかっ！』テレビ朝日、2015年1月26日[9]
- 『クイズプレゼンバラエティーQさま！！[傑作選]』テレビ朝日、2015年1月24日[9]
- 『クイズプレゼンバラエティーQさま！！[2時間スペシャル]』テレビ朝日、2014年12月15日[9]
- 『スペシャルアンコール』TBS、2014年12月6日[9]
- 『解決！ナイナイアンサー』日本テレビ、2014年12月2日[9]
- 『もしものシミュレーションバラエティー・お試しかっ！』テレビ朝日、2014年11月17日[9]
- 『解決！ナイナイアンサー[2時間SP]』日本テレビ、2014年10月28日[9]
- 『スターの私生活！総点検「THEシークレット健診」』日本テレビ、2014年9月13日[9]
- 『ゲーム＆クイズ・バラエティペケポン』実は嬉しい(困ってしまう)患者の一言、フジテレビ、2014年9月12日 [88]
- 『もしものシミュレーションバラエティー・お試しかっ！』テレビ朝日、2014年9月1日[9]
- 『アッコにおまかせ！』賞味期限が切れた肉と床に落とした食べ物、TBS、2014年7月27日
- 『サンバリュ[専門家100人が出した答え]』日本テレビ、2014年7月27日[9][89]
- 『アッコにおまかせ！』TBS、2014年7月13日[9]
- 『アッコにおまかせ！』薬による禁断症状、TBS、2014年6月1日 [90]
- 『福井謙二 グッモニ』文化放送、2014年6月2日、ゲスト出演[91]
- 『情報プレゼンター　とくダネ！』紹介状をもらうメリット、フジテレビ、2014年5月29日 [92]
- 『情報プレゼンター　とくダネ！』ウイルス性腸炎、フジテレビ、2014年5月12日 [93]
- 『垣花正のあなたとハッピー!』ニッポン放送、2014年2月25日
- 『あのニュースで得する人損する人』森三中・黒沢を人間ドックで徹底検査、日本テレビ、2014年1月30日[9][94]
- 『女神ビジュアル』夏よりやせる！？ラクして冬こそダイエット！、NHK BSプレミアム、2014年1月15日 [95]
- 『侃侃諤諤』運動と活性酸素、テレビ朝日、2013年12月13日[9][96]
- 『あのニュースで得する人損する人』飲酒前に牛乳を飲んでも効果がない、日本テレビ、2013年12月12日[9][97]
- 『侃侃諤諤』テレビ朝日、2013年12月7日[9]
- 『アッコにおまかせ！』TBS、2013年10月13日[9]
- 『あのニュースで得する人損する人[初回2時間スペシャル！]』家庭内で食中毒を起こす菌、日本テレビ、2013年10月10日[9] [98]
- 『水トク！　それ、放っておくとヤバイです』吉田敬（ブラックマヨネーズ）人間ドック、TBS、2013年4月24日[9] [99]

## 著書
- 『本当は怖い！健康診断＆人間ドック　数値のウソと病院選びのワナ』　主婦の友社、2016年4月。 ISBN 978-4-07-415190-5
- 『「３週間ですっきり腸美人に生まれ変わる」３０の方法　健康的にやせるカギは腸内フローラにあった』　主婦の友社、2016年1月。 ISBN 978-4-07-403420-8
- 『腸の「吸収と排出」が健康の１０割　消化器専門ドクターが明かす　長生きできる５２の快腸習慣』　ワニブックス、2015年8月。 ISBN 978-4-8470-9341-8
- 『腸内環境からきれいになるスッキリ美人ダイエット』　ぱる出版、2015年1月。 ISBN 978-4-8272-0917-4
- 『人間ドックにだまされるな！』　主婦の友社、2014年4月。 ISBN 978-4-07-294036-5
- 『医師が本当に実践しているツッコミ健康法』　TOブックス、2012年9月。 ISBN 978-4-86472-070-0

## 監修
- 大竹真一郎／医学監修　金丸絵里加／レシピ監修『劇的改善！食べる甘酒健康法　疲労回復・免疫機能向上・高血圧予防・アンチエイジングまで！！タツミムック　医食生活シリーズ』　辰巳出版、2019年8月。ISBN 978-4-7778-2393-2
- 大竹真一郎／監修『つらい「逆流性食道炎」は自分で治せる！　不快な胸焼け、のどの痛みを自分で改善！』　学研プラス、2019年1月。 ISBN 4-05-801004-5
- 渡邊真理子／料理　大竹真一郎／監修『発酵のちから　快腸！がんも生活習慣病も、心配いらない』　辰巳出版、2018年5月。 ISBN 978-4-7778-2085-6
- 佐藤満春／著　大竹真一郎／監修『恥ずかしがらずに便の話をしよう』　マイナビ出版、2017年10月。 ISBN 978-4-8399-6482-5
- 大竹真一郎ほか／監修　PP.4-22「数値のワナにだまされない人間ドック・がん検診の受け方」『医者がホンネで教える診断のウラ、病院の選び方』　洋泉社、2017年9月。 ISBN 978-4-8003-1333-1
- 田口成子／著　大竹真一郎／監修『野菜で整えるいちばんやさしい腸がきれいになる食べ方』　家の光協会、2017年7月。 ISBN 978-4-259-56545-9
- 大竹真一郎／監修『こうじ甘酒体に効くレシピ　やせる！若返る！こうじの酵素パワーで病気が逃げる！』　扶桑社、2017年4月。 ISBN 978-4-594-61167-5
- 大竹真一郎／監修『アレルギーも心臓病もがんも遠ざける腸内環境を整えるいきいき食事法　するっと便通でお腹スッキリ！だるさ肩こり肥満ともおさらば！』　笠倉出版社、2017年1月。 ISBN 978-4-7730-5811-6
- 大竹真一郎ほか／監修『医者が飲まない薬、受けない手術』　宝島社、2016年12月。 ISBN 978-4-8002-6493-0
- 仕事の教科書編集部／編『人生が変わる！一流の習慣　「習慣力」で仕事も人生もうまくいく』仕事の効率が上がる！できる大人の睡眠法　学研プラス、2016年4月。ISBN 978-4-05-406435-5 [100]
- 大竹真一郎／監修『病気にならないのはどっち！？』　ダイアプレス、2015年12月。 ISBN 978-4-8023-0107-7
- 渡邊真理子／料理　大竹真一郎／監修　小泉幸道／監修　『酢たまねぎスーパー快調レシピ』　辰巳出版、2015年7月。 ISBN 978-4-7778-1517-3
- 大竹真一郎／監修　レッカ社／編著『健康診断の○と× 40分でわかる！シリーズ』　双葉社、2015年6月。 ISBN 978-4-575-30890-7
- 大竹真一郎／監修『驚異の8時間ダイエット』TJ MOOK 知りたい！得する！ふくろうBOOKS　宝島社、2015年6月。 ISBN 978-4-8002-4120-7
- 『TBS駆け込みドクター! BOOK 2』　主婦の友社、2014年12月。 ISBN 4-07-299080-9
- 『TBS駆け込みドクター! BOOK』　主婦の友社、2014年6月。 ISBN 4-07-295047-5

## 雑誌
- 「腸内環境を鍛えて目指せ、完璧なカラダ。腸トレ。」『Tarzan』2019年9月12日号、マガジンハウス、PP.20-21,26。
- 「液体状の大便が続く…　過敏性腸症候群や機能性胃腸症も」　「大人の「うんこ病気ドリル」　細長いと□□がんのリスクあり」『週刊ポスト』2019年7月5日号、小学館 [101]
- 「「たかが胸やけ、ゲップ」と放置すると食道がんのリスクも」『週刊ポスト』2019年4月26日号、小学館 [102]
- 「負担がかかる今こそ　夏の胃腸疲れを解消する！」『PHPベストセレクション』 2018年10月号、PHP研究所、PP.124。 [103]
- 「医師が語る「受ける意味がない」健康診断の項目」『女性セブン』2018年10月18日号、小学館 [104]
- 「おとなのうんち観察入門」『日経ヘルス』2018年4月号、日経BP、PP.53-57。
- 「花粉症にまつわる10の新常識」『女性自身』2018年2月6日号、光文社、PP.72-74。
- 「名医が選んだ薬を飲むならこの10種類だけでいい」『週刊ポスト』2017年9月29日号、小学館、PP.48-51。
- 「胃腸の老化を遅らせ、がんのリスクを減らす食べ方。」『クロワッサン』2017年9月10日号　No.956、株式会社マガジンハウス、PP.28-33。
- 「全国209がん拠点病院の3大がん5年生存率データを公開」『週刊ポスト』2017年9月1日号、小学館、PP.51-56。
- 「腸活で元気になる、キレイになる」『女性セブン』2017年8月24・31日号、小学館、PP.54-59。
- 『S Cawaii! 特別編集 ダイエットBOOK』2016年12月23日、主婦の友生活 ISBN 9784074203055
- 「大解説！5大検診のホントを教えます！」『一個人』2016年11月号、KKベストセラーズ 。[105]
- 「大特集「医療不信」時代の処方箋」『サンデー毎日』2016年11月13日号、毎日新聞出版。 [106]
- 「行ってはいけない病院、かかってはいけない医者」『サンデー毎日』2016年8月7日号、毎日新聞出版。 [107][108]
- 「「雑穀」で健康になる！」『週刊文春』2016年4月7日号、文藝春秋社。 [109]
- 「腸内フローラと免疫のカンケイって？」『女性セブン』2016年4月14日号、小学館。 [110]
- 「症例で学ぶ大腸癌顕微鏡アトラス 胃生検診断Group2のアトラス--大腸生検診断Group2と対比して」　『大腸癌FRONTIER』2011年9月号　Vol.5 No.3、メディカルレビュー社、PP.206-208。
- 「病理に関する事項 (特集 次期改訂に向けて--大腸癌治療ガイドラインの問題点と今後の方向性)」　『大腸癌FRONTIER』2011年6月号　Vol.4 No.2、メディカルレビュー社、PP.162-166,117。
- 「消化管表層血管構築と窩間部被覆上皮下構造の病理組織像」『消化器内視鏡』2011年4月　23巻、東京医学社。ISBN 978-4-88563-423-9
- 「【Column】大腸癌の深達度診断の問題点」『大腸癌FRONTIER』2011年3月号　Vol.4 No.1　メディカルレビュー社。

## MC
- 大竹真一郎、浦えりか／MC『LIVE FOR LIFE サポートイベント THIS IS IT!』 NPO法人リブ・フォー・ライフ美奈子基金“生きるために生きる”、2018年11月7日17時-22時、東京・渋谷区 act square、株式会社アストライア、(Livepocket)。 [111][112]

## WEB関連
- "健康HIP HOPプロジェクト！！♯５"「い・な・か・も・ち」、2020年2月26日、ACTION TBSラジオ、2020年3月1日閲覧。
- "教えてもらう前と後【美味しいキウイフルーツの選び方＆食べ方の紹介】"、ＴＶ放映された美容・健康の情報だよ！、2020年1月27日閲覧。
- "教えてもらう前と後【高カカオチョコは美肌に！でも太るという人に2つのチョコを大竹真一郎院長が紹介】"、ＴＶ放映された美容・健康の情報だよ！、2020年1月27日閲覧。
- "あなたのその肩のコリ、本当は病気かも！？コリと間違えやすい病気”『ジェーン・スー　生活は踊る』「生活情報のコーナー」、2020年1月14日、TBSラジオ、2020年1月19日閲覧。
- "今すぐ実践！早くも流行期に入ったインフルエンザの予防策" 2019年11月20日、@DIME 小学館、2019年12月04日閲覧。
- "第2回【書籍紹介】恥ずかしがらずに便の話をしよう"　連載：平岡麻奈氏、2019年10月30日、オムロンヘルスケア株式会社、2019年11月07日閲覧。
- "釈由美子さんの生活習慣に医師がNO!? 発汗デトックスの予想外の結末"　2019年10月9日、CHANTO　主婦と生活社、2019年10月16日閲覧。
  - "大量発汗にデトックス効果はない…釈由美子びっくり、医師が解説"　2019年9月16日、デイリースポーツ、2019年10月16日閲覧。
- "子どもと一緒に始めたい！忙しいママでもできるヘルシー「腸活」"　2019年10月1日、ハピママ　ぴあ株式会社、2019年10月16日閲覧。
  - "「DANONE BIO 果実の甘みだけ」なら腸活が続けられるかも"　2019年9月27日、マイナビニュース、2019年10月16日閲覧。
  - "ダノンジャパン、素材のおいしさ追求で新3品を発売　「自然な腸活」促す"　2019年9月25日、日本食糧新聞、2019年10月16日閲覧。
  - "善玉菌とそのエサを同時に摂ろう。腸内環境を整えるシンバイオティクスという考え方"　2019年9月18日、Tarzan　マガジンハウス 、2019年10月16日閲覧。
  - "「ダノンビオ」から “素材本来のおいしさ” にこだわったヨーグルト3つの新製品を9月23日より出荷開始"　2019年9月18日、朝日新聞デジタル、2019年10月16日閲覧。
- "脳腸相関LABO."
  - 連載 脳腸相関を医師が解説-消化器内科の専門医が考える脳と腸の不思議"　2019年7月-、資生堂、2019年10月16日閲覧。
  - "消化器専門医がアドバイス。女子の季節疲労 『夏の脳腸バテスパイラル』とその予防法"　2019年7月1日、@Press　ソーシャルワイヤー、2019年10月16日閲覧。
  - "第1回　腸内環境とメンタルの関係"、2019年10月16日閲覧。
  - "第2回　肉食はダイエットにいいって本当？"、2019年10月16日閲覧。
  - "第3回　体を守る重要物質　短鎖脂肪酸の増やし方"、2019年10月16日閲覧。
- "理想の大便　「水にプカプカと浮く」「酸っぱい匂いがする」"　2019年6月30日、NEWポストセブン　LINE、2019年10月16日閲覧。
- "大便の色で分かる病気リスク　真っ黒、真っ白は要注意サイン"　2019年6月27日、NEWSポストセブン　LINE、2019年11月1日閲覧。
- "液体状の大便が続く…　過敏性腸症候群や機能性胃腸症も"　2019年6月25日、NEWSポストセブン　LINE、2019年11月1日閲覧。
- "大人の「うんこ病気ドリル」　細長いと□□がんのリスクあり"　2019年6月24日、NEWSポストセブン　LINE、2019年11月1日閲覧。
- "「たかが胸やけ、ゲップ」と放置すると食道がんのリスクも"　2019年4月18日、NEWSポストセブン　LINE、2019年11月1日閲覧。
- "レジスタントプロテイン含む食材｜こうや豆腐、大豆、酒かす｜健康効果"　2019年2月25日、介護ポストセブン　小学館、2019年10月16日閲覧。
- "体内から見た目年齢にアプローチするインナーサプリメント　 HOW OLD ARE YOU？(ハウ オールド アーユー)　 2月21日(木)新発売"　2019年2月21日、@Press　ソーシャルワイヤー、2019年10月16日閲覧。
- "インフルエンザ予防にマスクは意味なし!?医師に聞く本当に使える予防策"　2019年2月17日、@DIME　小学館、2019年10月16日閲覧。
- "マイタケがノロウイルス感染予防…中部大教授らが動物実験"　2018年12月8日、日刊ゲンダイDIGITAL　日刊現代、2019年10月16日閲覧。
- "無糖コーヒー牛乳で痛風が撃退できる！？"　2018年10月16日、CHANTO　主婦と生活社、 2019年10月16日閲覧。
- "医師が語る「受ける意味がない」健康診断の項目"　2018年10月08日、NEWSポストセブン LINE、2019年11月1日閲覧。
- "女性は検診受診率が低い、なんとしても受けるべき検査は？"　2018年10月5日、NEWSポストセブン LINE、2019年11月1日閲覧。
- "無駄な検査が多すぎる「人間ドック」費用と検査の質は無関係"　2018年10月3日、Smart FLASH　光文社、2019年10月16日閲覧。
- "「何事にも準備が９割」タレントドクター・大竹真一郎がメディア進出に成功した理由とは"　2018年5月21日、SHOWROOM Magazine　SHOWROOM、2019年10月16日閲覧。
- "耳そうじはしなくていい!?　しすぎる方がよくない理由"　2018年5月4日、週刊文春デジタル　文藝春秋社 、2019年10月16日閲覧。
- "元気もキレイも腸の環境次第。「腸内フローラ」活性化大作戦！"　2018年4月15日、HOLICS　株式会社DKMedia、2019年10月16日閲覧。
- "鈴木奈々も「出そう...」とポツリ。誰でも出来るカンタン便秘解消法”　2018年4月13日、毎日が発見ネット　株式会社毎日が発見、2019年10月16日閲覧。
- "「うんこ」をタブーとするなかれ。うんこが教えてくれる大事なこと"　2017年11月30日、ダ・ヴィンチニュース　KADOKAWA、2019年10月16日閲覧。
- "潔癖症が便秘につながる!? 外出先でトイレに行けない人にぴったりの便秘解消法"　2017年11月17日、レタスクラブニュース　KADOKAWA、2019年10月16日閲覧。
- "インフルエンザ予防のウソ＆ホント。マスク、うがいは効果あるの？"　2017年10月24日、女子SPA！　扶桑社、2019年10月16日閲覧。
- "【インフルエンザ】本当に気をつけるべきこととは？医師が教える“効果が期待できる＆できない予防法”"　2017年9月17日、ハピママ　ぴあ株式会社、2019年10月16日閲覧。
- "胃腸の老化を遅らせ、がんのリスクを減らす食べ方。"『クロワッサン』2017年9月10日号と同内容。　2017年9月19日、マガジンハウス、2019年10月16日閲覧。
- "『本当は怖い！健康診断＆人間ドック』著者の大竹真一郎氏に聞く　がん検診は無意味で危険なのか？精度低いレントゲン検査でかえって肺がん死亡者増との調査結果"　2017年9月4日、ビジネスジャーナル、2019年10月16日閲覧。
- "くわばたりえ　医師に“誠意”求め炎上「根っからのクレーマー気質」"　2017年05月09日、東スポWeb、2019年11月1日閲覧。
- "大特集「医療不信」時代の処方箋"　2016年11月13日号、サンデー毎日　毎日新聞出版、2019年10月16日閲覧。
- "甘酒：女性にうれしい「飲む美容液」　血圧を下げ「腸活」で免疫力もアップ"　2016年12月9日　J-CASTニュース　株式会社ジェイ・キャスト、2019年10月16日閲覧。
- "便秘解消に効くのは洋式より和式トイレだった！"　2016年12月8日、日本ビジネスプレス、2019年10月16日閲覧。
- "生酵素が体にいい、酵素でダイエットできるは本当か？ 医師に聞いてみた"　2016年11月5日、日刊SPA!　扶桑社、2019年10月16日閲覧。
- "行ってはいけない病院、かかってはいけない医者”　2016年8月7日号、サンデー毎日　毎日新聞出版、2019年10月16日閲覧。[107][108]
- "テレビ番組にもひっぱりだこ！超多忙なカリスマ名医を支えるのは「OmniFocus」第１回 大竹 真一郎さん"　2016年8月17日、Mac Fan、マイナビ出版、2019年10月18日閲覧。
- "一晩寝かせたカレーで食中毒に!? 夏に食べてはいけないものランキング"　2016年7月26日、日刊SPA!　扶桑社、2019年10月16日閲覧。
- "バイキング「話題の温活はデタラメ？医師が生激論」【5月26日放送】"　2016年6月2日、1st Dental CLUB 連載コラム 2019、2019年10月16日閲覧。
- "こんな人間ドックにだまされるな！"　2016年2月11日、日本ビジネスプレス、2019年10月16日閲覧。
- "受ける意味のある「がん検診」は3つだけ"　2016年2月4日、日本ビジネスプレス、2019年10月16日閲覧。
- "毎日のチェックで病気を予防する便の見分け方健康寿命は「腸」で決まる"　2016年2月11日、BEST T！MES　一個人　KKベストセラーズ、2019年10月16日閲覧。
- "健康診断と人間ドックは受ける意味がないのか？"　2016年1月28日、日本ビジネスプレス、2019年10月16日閲覧。
- "生の果物VSドライフルーツ　腸内環境を改善してくれるのはどっち？"　2015年8月19日、博報堂、2019年10月16日閲覧。
- "健康サプリの効き目"　2014年7月25日、Japan Knowledge　NetAdvance、2019年10月16日閲覧。
- "Dr.大竹のおすすめBIZスキル"（連載15回）　2012年4月27日-2015年9月8日、日経メディカル　DtoDメディカル、2019年10月16日閲覧。
- 大竹真一郎（獨協医科大学病理学（人体分子））ほか"第15回胃生検診断Group 2のアトラス─大腸生検診断Group 2と対比して─Histological assessment of Group 2 in biopsy specimens for gastric neoplasia in comparison with that of colorectum"、大腸癌研究会、2019年10月17日閲覧。